# Rose McDermott
Rose McDermott (* 4. Oktober 1962) ist eine US-amerikanische Politikwissenschaftlerin und Professorin für Internationale Beziehungen an der Brown University in Providence. Sie erforscht die psychologischen, biologischen und genetischen Aspekte politischer Entscheidungsfindung und politischen Verhaltens.
McDermott machte 1984 den Bachelor-Abschluss in Politikwissenschaft an der Stanford University, dann folgten drei Master-Examen: 1986 an der Columbia University (Politikwissenschaft), 1988 an der Stanford University (Experimentelle Sozialpsychologie) und 1990 erneut an der Stanford University (Politikwissenschaft). Dort wurde sie 1991 zur Ph.D. promoviert. Nach Stationen als Assistant Professor an der Cornell University und der University of California, Santa Barbara, wo sie von 2004 bis 2008 auch Associate Professor war, wurde sie 2008 Full Professor an der Brown University. 2010/11 war sie Fellow am Radcliffe Institute for Advanced Study der Harvard University. 2013 wurde sie Fellow der American Academy of Arts and Sciences.

## Schriften (Auswahl)
- Mit Uri Bar-Joseph: Intelligence success and failure. The human factor. Oxford University Press, New York 2017, ISBN 978-0-19934-173-3.
- Mit Peter K. Hatemi: Man is by nature a political animal. Evolution, biology, and politics. University of Chicago Press, Chicago 2011, ISBN 978-0-22631-909-4.
- Presidential leadership, illness, and decision making. Cambridge University Press, New York 2008, ISBN 978-0-52188-272-9.
- Political psychology in international relations. The University of Michigan Press, Ann Arbor 2004, ISBN 0472097016.
- Risk-taking in international politics. Prospect theory in American foreign policy. of Michigan Press, Ann Arbor 1998; ISBN 0472108670.